# Generationengerechtigkeitsgesetz
Das Generationengerechtigkeitsgesetz (Bundestags-Drucksache 16/3399) war eine  gescheiterte Gesetzesinitiative von über 100 jungen Abgeordneten aus mehreren Fraktionen zur Generationengerechtigkeit. Diese forderte die Aufnahme des Satzes „Der Staat hat in seinem Handeln das Prinzip der Nachhaltigkeit zu beachten und die Interessen künftiger Generationen zu schützen“ als Artikel 20b des Grundgesetzes. Artikel 109, der die öffentlichen Haushalte den wirtschaftlichen Erfordernissen anpasst, sollte entsprechend ergänzt werden.
In der 118. Sitzung des 16. Deutschen Bundestages fand am 11. Oktober 2007 die erste Lesung des Entwurfs statt. Nach mehreren Redebeiträgen von 13 Abgeordneten wurde der Entwurf an die Ausschüsse überwiesen, wobei der Rechtsausschuss federführend wirken sollte. Durch Ablauf der Wahlperiode erledigte sich das Gesetzgebungsverfahren. Es wurde später nicht wieder aufgenommen.